# Sabia limoniacea
Sabia limoniacea är en tvåhjärtbladig växtart som beskrevs av Nathaniel Wallich. Sabia limoniacea ingår i släktet Sabia och familjen Sabiaceae. Inga underarter finns listade.